# ポーニー郡 (ネブラスカ州)
座標: 北緯40度13分 西経96度24分 / 北緯40.217度 西経96.400度
ポーニー郡（英: Pawnee County）は、アメリカ合衆国のネブラスカ州にある郡。2000年時点の人口は3,087人で、郡庁所在地はポーニーシティ (Pawnee City)。
ネブラスカ州のナンバープレートで、ポーニー郡の車両は最初の数字が54になっている。これは1922年にナンバープレートの制度を確立した際、ポーニー郡の車両登録台数が州内の郡のなかで54番目に多かったからである。

## 歴史
ポーニー郡は1854年に組織され、ネイティブ・アメリカンのひとつのポーニー族にちなんで名付けられた。
1879年3月30日、アーヴィングと名付けられたカンザス・トルネード（竜巻）がポーニー郡を直撃した。このトルネードは藤田スケールでいうところのF4を記録し、100マイル（約160km）にわたって800ヤード（約730m）という広い地域が被害を受けた。

## 地理
アメリカ合衆国国勢調査局によると、この郡は総面積1,121 km2 (433 mi2) である。このうち1,118 km2 (432 mi2)が陸地で、4 km2 (1 mi2) が川や湖などの水地域である。総面積のうちの0.32%が水地域となっている。

### 隣接する郡
- ジョンソン郡（北）
- ネマハ郡 (ネブラスカ州)（北東）
- リチャードソン郡（東）
- ネマハ郡 (カンザス州)（南東）
- マーシャル郡 (カンザス州)（南西）
- ゲージ郡（西）

## 人口動静

2000年国勢調査時の郡の人口ピラミッド

2000年の国勢調査によると、ポーニー郡には3,087人、1,339世帯、及び850家族が暮らしている。人口密度は3/km2 (7/mi2) で、1/km2 (4/mi2) の平均的な密度に1,587軒の住居が建っている。この郡の人種の構成は白人98.87%、先住民0.19%、アジア系0.26%、その他の人種0.03%、および混血0.65%で、0.68%の人々がヒスパニックまたはラテン系である。
ポーニー郡に住む1,339世帯のうち、24.40%は18歳未満の子どもと暮らしており、54.80%は夫婦で生活している。5.60%は未婚の女性が世帯主であり、36.50%は家族以外の住人と同居している。32.90%は独居で、全世帯の20.20%は65歳以上の独居老人世帯である。1世帯あたりの平均人数は2.27人であり、家庭の場合は2.86人である。
郡の住民は22.70%が18歳未満の子どもで、18歳以上24歳以下が5.10%、25歳以上44歳以下が21.00%、45歳以上64歳以下が24.20%、および65歳以上が27.10%となっている。平均年齢は46歳である。女性100人に対して男性は92.50人いて、18歳以上の女性100人に対しては男性は91.30人いる。
郡の世帯ごとの平均収入は29,000米ドルで、家族ごとでは36,326米ドルである。男性の24,770米ドルに対して女性は17,976米ドルの平均的な収入がある。この郡の一人当たりの収入 (per capita income) は16,687米ドルである。総人口の11.00%、家族の6.80%は貧困線以下である。18歳未満の子どもの13.60%及び65歳以上の11.80%は貧困線以下の生活を送っている。

## 都市および村
- バーチャード (en:Burchard, Nebraska)
- デュボア (en:Du Bois, Nebraska)
- ルイストン (en:Lewiston, Nebraska)
- ポーニーシティ (en:Pawnee City, Nebraska)
- ステイノーアー (en:Steinauer, Nebraska)
- テーブルロック (en:Table Rock, Nebraska)